# 365190 Kenting
365190 Kenting este o planetă minoră (asteroid) din centura de asteroizi. A fost descoperită pe 22 martie 2009 la Lulin Observatory⁠(d) de  și a fost numită după Kenting National Park⁠(d). 
Obiectul prezintă o orbită caracterizată de o semiaxă mare de 2,3956570441452 UAi, o excentricitate de 0,14308767890355, o înclinație de 2,4406424210596 ° în raport cu ecliptica.